# Oak Island (Teksas)
Oak Island je naseljeno mjesto za statističke potrebe u američkoj saveznoj državi Teksas. Prema popisu stanovništva iz 2010. u njemu je živjelo 363 stanovnika.